# Luperina sullivani
Luperina sullivani är en fjärilsart som beskrevs av Baynes 1962. Luperina sullivani ingår i släktet Luperina och familjen nattflyn. Inga underarter finns listade i Catalogue of Life.